# 로라 딘
로라 딘(Laura Dean, 1963년 5월 27일 ~ )은 미국의 배우, 성우, 텔레비전 배우, 영화배우이다.
뉴욕에서 태어났다.

## 영화
- 시카고 (2002년)
- 카툰타운의 크리스마스 (1996년)
- 프렌즈 (1994년) - 소피 역
- 엠마뉴엘 7 (1993년)
- 페임 (1980년) - 리자 몬로 역
- 지옥의 카니발 (1980년)